# Mettembert
Mettembert és un municipi del cantó del Jura situat al districte de Delémont.